# アンドレ・シェニエ

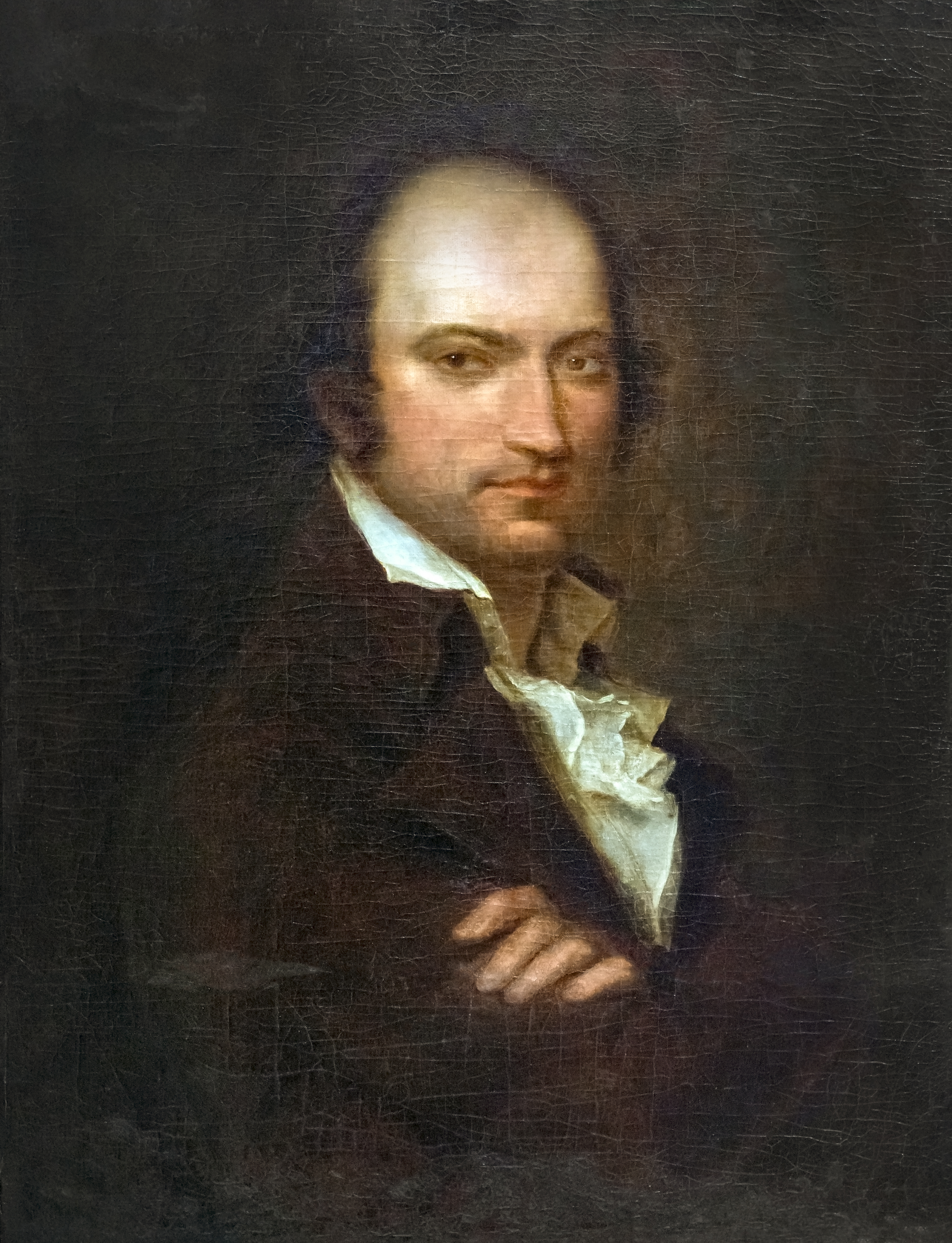
アンドレ・シェニエ

アンドレ・マリ・シェニエ（フランス語: André Marie Chénier, 1762年10月30日 - 1794年7月25日）は、フランス革命に関係したフランスの詩人。官能的で情感豊かな詩作によって、ロマン主義文学運動の先駆者のひとりに位置付けられている。恐怖政治が終わるわずか3日前に、「国家反逆罪」を宣告されて断頭台の露と消えたため、その活動は唐突に終わりを迎えた。ウンベルト・ジョルダーノのオペラ作品「アンドレア・シェニエ」などに取り上げられている。弟ジョゼフは文人・政治家。

## 生涯
イスタンブールのガラタ地区（現在のカラキョイ）に外交官の三男として生まれる。父親ルイ・シェニエはフランスのラングドック出身で、レバント方面で20年にわたって織物商人として働いた後、イスタンブールでフランス大使相当の地位に任ぜられていた。ギリシャ系の母エリザベト・サンティ＝ロマカは、19世紀の歴史家・政治家のアドルフ・ティエールの祖母と姉妹であった。
アンドレが3歳のとき、一家はフランス王国に戻り、父親が1768年から1775年までモロッコでフランス領事を務めるものの、家族はその間フランスに留まった。数年間カルカッソンヌのおばのもとで自由奔放に育った後、パリのコレージュ・ド・ナヴァールにおいて、古典文学の詩の翻訳家として名を揚げた。
1783年にストラスブールのフランス連隊に士官候補生名簿に登載されるが、新たな経験は間もなく潰えてしまう。年末までにパリに戻り、家族の歓待を受けるとともに、母親のサロンに足繁く通った洗練された社交界の常連、とりわけルブラン・＝パンダール、ラヴォワジエ、ルジュール、ドラや、少し後にはダヴィッドらと交際する。
この頃にはすでに詩人になろうと決めており、当時の新古典主義に参加しようと決心していた。特に、1784年にローマやナポリ、ポンペイを訪れたことから、強く刺激された。
ほぼ3年の間シェニエは、家族からプレッシャーや干渉を受けることなく、詩作を研究し試作に向けた。
この時期、テオクリトスやビオーン、古代ギリシャの詞花集を大幅に模倣し、主に田園詩や牧歌を書いた。この頃に書かれたか、少なくともスケッチされた詩に、「 L'Oaristys 」「 L'Aveugle 」「 La Jeune Malode 」「 Bacchus 」「Euphrosine 」「 La Jeune Tarentine 」があり、古代神話と、個人の感情や精神という感覚を融合させた。
田園詩やエレジー以外にも、教訓詩や哲学詩の詩作にも挑戦し,1783年にHermesの述作を始めた時には、いくらかルクレティウス流に、ドゥニ・ディドロの百科全書を凝縮して長編詩にすることを目指していた。
現存しているのは断片のみであるが、この詩は、宇宙における人間の立場について触れているもので、始めは孤立した状態として、そして次に社会的な状態として扱っている。また別の断片である"L'Invention"には、シェニエの詩歌に対する考え方が述べられている。
1787年に一家の友人であったアンヌ＝セザール・ド・ラ・リュゼルヌが駐英フランス大使に任ぜられた際、シェニエはその秘書に指名され、3年間ロンドンに滞在することになる。だがその生活は必ずしも幸福ではなかった。イギリスではジョン・ミルトンとジェームズ・トムソンに興味を示し、いくつかの自作の詩にはシェイクスピアやトマス・グレイの影響が見られるとはいえ、英文学を学んだというには程遠かった。
1789年の大革命と弟のマリ＝ジョゼフ・シェニエの政治劇の作者、パンフレット作者としての成功に刺激され、1790年にはロンドンでじっとしていられず、パリのクレリ街の両親のもとへ落ち着く。立憲君主制を信じるシェニエにとって、フランス革命はすでに成り、あとは法の支配を待つばかりだと考えた。穏健な牧歌を捨てた彼は「フランス人民の間で」を書き、ジャック＝ルイ・ダヴィッドにあてた「球戯場の誓い」がそれに続いた。
この間フイヤン派に属し、1791年から92年には「ジュールナル・ド・パリ」に寄稿、1792年8月10日の蜂起で彼の一派は根こぎにされ、シェニエは友人・親戚とノルマンディに逃れた。このあと、弟のマリ＝ジョゼフは反王権派の国民公会に入る。シェニエはこれに怒り、ルイ16世擁護の論陣に加わる。
国王が処刑されたあと、シェニエはヴェルサイユのサトリの丘に一年ほど隠棲していた。1793年7月13日にジャン＝ポール・マラーが暗殺された際は、「悪党が一人減った」と自作の頌歌に書き、一方で『シャルロット・コルデーへ献げる歌』を作詞している。1794年3月7日、クレリー通り在住だった彼はパッシーのピスカトリー夫人の家で逮捕された。貴族を探している公安委員会の密偵に見つかったのである。彼はサン・ラザール拘置所に140日幽閉されたが、その間も『処刑台の下にありて、なお私は詩作を試みる』などの風刺詩を書き続けた。ロベスピエールは、彼を風刺する詩をシェニエが書いたことを覚えていて、彼を処刑した。その三日後にテルミドール反動でロベスピエールが処刑された。

## Works
During Chénier's lifetime only his Jeu de paume (1791) and Hymne sur les Suisses (1792) had been published. For the most part, then, his reputation rests on his posthumously published work, retrieved from oblivion page by page.
The Jeune Captive appeared in the Decade philosophique, on 9 January 1795; La Jeune Tarentine in the Mercure of 22 March 1801. François-René de Chateaubriand quoted three or four passages in his Genie du Christianisme.  
Fayette and Lefeuvre-Deumier also gave a few fragments; but it was not until 1819 that an attempt was made by Henri de Latouche to collect the poems in a substantive volume. Many more poems and fragments were discovered after Latouche's publication, and were collected in later editions.  Latouche also wrote an account of Chénier's last moments, which the 1911 Encyclopædia Britannica described as "melodramatic and certainly not above suspicion."
Critical opinions of Chénier have varied wildly.  In 1828, Charles Augustin Sainte-Beuve praised Chénier as an heroic forerunner of the Romantic movement and a precursor of Victor Hugo. Chénier, he said, had "inspired and determined" Romanticism. Many other critics also wrote about Chénier as modern and proto-Romantic.  However, Anatole France contests Sainte-Beuve's theory: he claims that Chénier's poetry is one of the last expressions of 18th-century classicism.  His work should not be compared to Hugo and the Parnassian poets, but to philosophes like André Morellet.  Paul Morillot has argued that judged by the usual test of 1820s Romanticism (love for strange literature of the North, medievalism, novelties and experiments), Chénier would have been excluded from Romantic circles. On the other hand, the ennui and melancholy of his poetry recalls Romanticism, and he experimented in French verse to a much greater extent than other 18th-century poets.
The poet José María de Heredia held Chénier in great esteem, saying "I do not know in the French language a more exquisite fragment than the three hundred verses of the Bucoliques" and agreeing with Sainte-Beuve's judgment that Chénier was a poet ahead of his time.  Chénier has been very popular in Russia, where Alexandr Pushkin wrote a poem about his last hours and  Ivan Kozlov translated La Jeune Captive, La Jeune Tarentine and other famous pieces.  Chénier has also found favor with English-speaking critics; for instance, his love of nature and of political freedom has been compared to Shelley, and his attraction to Greek art and myth recalls Keats.
Chénier's fate has become the subject of many plays, pictures and poems, notably in the opera Andrea Chénier by Umberto Giordano, the epilogue by Sully-Prudhomme, the Stello by Alfred de Vigny, the delicate statue by Puech in the Luxembourg, and the well-known portrait in the centre of the "Last Days of the Terror."

## 雑学
- 1793年にシェニエはフランス著作権法のために Chénier Act on "right of the author" (French alternative concept to Anglo-Saxon copyright)